# Lodos
Il lodos è il forte vento da sud-ovest che può predominare episodicamente nel Mar Egeo e nel Mar di Marmara, nonché sulla costa mediterranea della Turchia durante tutto l'anno; solleva frequentemente il mare e può provocare violenti groppi da ovest. La parola lodos è turca, deriva dalla parola greca "Notus", e in origine significa "vento del sud". La corrente superficiale predominante azionata dal vento del Mar Egeo è da nord-ovest a sud-est, ma circa venti volte l'anno il vento si sposta verso sud, spingendo dal Mediterraneo verso il Mar Nero. Se continua abbastanza a lungo, anche la corrente di superficie si inverte, creando insidiosi marosi. Quando il lodos soffia, i venti negli stretti turchi iniziano a spostarsi durante le prime ore del mattino. Anche le correnti del Mar Nero sono influenzate dal lodos.
I venti di lodos sono più forti nel pomeriggio e spesso muoiono di notte, ma a volte durano per giorni senza sosta. Venti simili soffiano nelle regioni marittime dell'Adriatico e dello Ionio. I venti di lodos sono pericolosi per i marinai perché arrivano in tempo sereno senza preavviso e possono soffiare sino a forza 9-10 della scala Beaufort. La maggior parte delle navi non può navigare in tali condizioni.
Il lodos porta vento e onde dal sud da ottobre ad aprile, con un picco a dicembre. Insieme alle acque calde del Sud, il lodos porta anche la polvere africana dal deserto del Sahara, che contiene molti minerali come solfato, ferro, zinco e altri minerali che sono benefici per le piante. Se il lodos persiste per più di un giorno, queste polveri ricche di minerali causano mal di testa, bronchiti e altre malattie respiratorie.
Durante i forti venti di lodos, specialmente a dicembre, le grandi navi vengono avvisate di non attraversare lo stretto del Bosforo e, a volte, lo stretto è chiuso a tutto il traffico navale a causa di un cambio delle correnti superficiali tracciate. I pescherecci sono più vulnerabili a queste correnti mutevoli se mancano di velocità o subiscono un guasto al motore. nel qual caso l'unico mezzo per fermare una nave sarebbe l'ancoraggio, ma non c'è abbastanza distanza nel Bosforo per tale misura, e il disastro diventa inevitabile.